# Yuki Takita
Yuki Takita (født 16. maj 1967) er en tidligere japansk fodboldspiller.
Han har spillet for flere forskellige klubber i sin karriere, herunder NTT Kanto og Urawa Reds.